# Шаабан Мерзекан
Шаабан Мерзекан (араб. شعبان مرزقان, нар. 8 березня 1959) — алжирський футболіст, що грав на позиції захисника. Виступав за клуб «Хуссейн Дей», а також національну збірну Алжиру. Згодом — футбольний тренер.

## Клубна кар'єра
У дорослому футболі дебютував 1974 року виступами за команду клубу «Хуссейн Дей», кольори якої і захищав протягом майже усієї своєї кар'єри гравця, що тривала п'ятнадцять років.
У 1987 році перейшов до складу «МК Алжир», в якому завершив кар'єру гравця через два роки.

## Виступи за збірні
У 1980 році захищав кольори олімпійської збірної Алжиру. У складі цієї команди провів 4 матчі, забив 1 гол. У складі збірної — учасник футбольного турніру на Олімпійських іграх 1980 року у Москві.
Викликався до складу національної збірної Алжиру.
У складі збірної був учасником Кубка африканських націй 1980 року у Нігерії, де разом з командою здобув «срібло», чемпіонату світу 1982 року в Іспанії.

## Тренерська робота
2011 року повернувся до рідного клубу «Хуссейн Дей», ставши його головним тренером. Очолював команду клубу лише протягом 15 ігор національної першості, в яких його підопічні здобули лише 5 перемог, після чого Мерзекана було звільнено.

## Титули і досягнення
- Срібний призер Кубка африканських націй: 1980
- Бронзовий призер Кубка африканських націй: 1988